# Pussy Cats
| Recensione                     | Giudizio |
| ------------------------------ | -------- |
| AllMusic                       |          |
| The Rolling Stone Album Guide  |          |
| The Essential Rock Discography |          |
| Robert Christgau               | A-       |

Pussy Cats è il decimo album del cantante statunitense Harry Nilsson pubblicato nel 1974.
Il disco venne prodotto da John Lennon, grande amico e compagno di bevute di Nilsson, durante il suo cosiddetto periodo "Lost Weekend", nel quale rimase separato dalla moglie Yōko Ono per un lasso di tempo che durò diciotto mesi. Il titolo dell'album è un riferimento alla cattiva pubblicità sulla stampa che Nilsson e Lennon si erano guadagnati all'epoca a causa delle loro notturne scorribande alcoliche a Los Angeles.

## Il disco
La lavorazione dell'album ebbe inizio a Los Angeles, ma Lennon alla fine completò la produzione a New York, dove poteva meglio tenere d'occhio le sessioni. Durante le sedute di registrazione, Nilsson si ruppe una corda vocale ma decise di continuare a registrare ugualmente.
Tra i numerosi ospiti che suonano su Pussy Cats citiamo i batteristi Ringo Starr, Keith Moon e Jim Keltner, che suonano tutti e tre insieme (su tre batterie diverse) nella traccia conclusiva, la cover della canzone Rock Around the Clock di Bill Haley. Altri nomi includono Jesse Ed Davis, Klaus Voormann, e Bobby Keys.
Dopo la prima serata di lavoro, il 28 marzo, Paul McCartney e Stevie Wonder si presentarono inaspettatamente in studio. La registrazione della serata fu successivamente pubblicata sull'album bootleg A Toot and a Snore in '74.

## Tracce
- Tutte le tracce sono opera di Harry Nilsson tranne dove indicato diversamente.

1. Many Rivers to Cross (Jimmy Cliff) – 4:56
2. Subterranean Homesick Blues (Bob Dylan) – 3:17
3. Don't Forget Me – 3:37
4. All My Life – 3:11
5. Old Forgotten Soldier – 4:14
6. Save the Last Dance for Me (Doc Pomus, Mort Shuman) – 4:25
7. Mucho Mungo/Mt. Elga (John Lennon, Harry Nilsson) – 3:43
8. Loop De Loop (Ted Vann) (featuring The Masked Alberts Kids Chorale) – 2:40
9. Black Sails – 3:15
10. Rock Around the Clock (Jimmy DeKnight, Max C. Freedman) – 3:12

## Formazione
- Harry Nilsson - voce, pianoforte, Fender Rhodes, clavinet
- Ken Ascher - pianoforte
- Jesse Ed Davis - chitarra
- Jane Getz - pianoforte
- Jim Keltner - batteria
- Sneaky Pete Kleinow - chitarra, pedal steel guitar
- Danny Kortchmar - chitarra
- Keith Moon - congas, batteria
- William Smith - organo Hammond
- Ringo Starr - batteria, maracas
- Klaus Voormann - basso
- Cynthia Webb - marimba
- Chuck Findley - trombone
- Gene Cipriano - sax
- Trevor Lawrence - sax
- Jim Horn - sax

Note aggiuntive
- John Lennon - produttore